# 河南巩义幼儿园纵火案
河南巩义幼儿园纵火案，发生于2006年5月8日。当天早上约9:00，18岁的白宁阳进入石关村某非法经营的幼儿园二楼的一间教室。教室内有21个孩子和1名女老师李想。白宁阳用刀子把他们逼到教室后面，随后锁上门，往教室里倒汽油，放火点燃并逃离现场，2名5岁儿童当场死亡，10名儿童抢救无效死亡，4名儿童以及老师受伤。 
第二天，警方派出800名警察搜查白宁阳。白宁阳躲在一个山洞中，下午4时被逮捕。2007年12月8日，白宁阳被判处死刑。

## 事发经过
5月6日，白宁阳因琐事与村民发生矛盾，受到指责，被别人觉得好欺负，便决定火烧幼儿园。
6日上午8点，白宁阳去买菜时被护路员白现民拦住，不让他走这条新修的路。中午12点，白宁阳持刀追砍白现民。下午，白宁阳的父亲为这件事想要教训白宁阳，白宁阳抓住旁边正在玩耍的孩子，把刀架在孩子脖子上，威胁父亲不得靠近。之后孩子从白宁阳手中挣脱。
2007年12月8日报道指，河南省高级人民法院在近日进行审理，同意郑州市中级人民法院的初审判决定，以放火罪判处被告人白宁阳死刑，剥夺政治权利终身的刑事判决，依法报请最高人民法院核准。